# Cité de Preston (Lancashire)

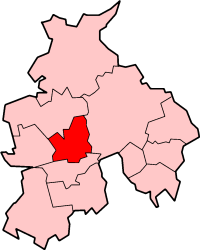
Localisation de la Cité de Preston dans le Lancashire.

La Cité de Preston (en anglais : City of Preston) est un district du Lancashire, en Angleterre. Elle a le statut de district non métropolitain et de cité (city).
La Cité se trouve sur la rive nord de la Ribble. Elle a reçu le statut de cité en 2002, devenant la 50e cité d'Angleterre, à l'occasion du 50e anniversaire de l'accession au trône de la reine Élisabeth II.
Le district porte le nom de la ville de Preston, qui se trouve au sud de son territoire. Il comprend également huit paroisses civiles rurales. Il a été créé en 1974 et est issu de la fusion du county borough de Preston, du district urbain de Fulwood et de la majeure partie du district rural de Preston.

## Personnalité liée à la cité
- Josie Farrington, conseillère de 1973 à 1976.

## Source
- (en) Cet article est partiellement ou en totalité issu de l’article de Wikipédia en anglais intitulé « City of Preston, Lancashire » (voir la liste des auteurs).